# Changes (canção de 2Pac)
"Changes" é uma canção de hip hop do rapper 2Pac em parceria com o grupo Talent, e lançada postumamente no álbum Greatest Hits, de 1998. A música foi originalmente gravada em 1992, mas não havia sido lançada até 1998, quando foi remixada e lançada na coletânea.
"Changes" atingiu o primeiro lugar nas paradas da Noruega e Holanda, e esteve na lista dos Top ten singles em vários outros países. Sendo, sem dúvida, uma das melhores músicas de 2Pac, Changes fala sobre o tratamento dados aos negros pela polícia (racismo) e as dificuldades da vida no gueto (periferia). É notável também o uso de um sample, de uma música muito famosa nos anos 80, chamada "The Way It Is" , de Bruce Hornsby and the Range. Na letra de "Changes" existe uma referência a Huey P. Newton, co-fundador, líder e inspirador do partido político revolucionário Panteras Negras (Black Panther Party), fundado em 1966, em Oakland, California.
"Changes" foi nomeada ao Grammy em 2000 como a melhor performance solo em uma música de rap, sendo a única nomeação póstuma a esse prêmio até hoje.

## Prêmios e Indicações
| Ano  | Prêmio                | Categoria                                | Resultado | Ref. |
| ---- | --------------------- | ---------------------------------------- | --------- | ---- |
| 1999 | MTV Video Music Award | Best Editing in a Video & Best Rap Video | Indicado  |      |
| 2000 | Grammy Awards         | Best Rap Solo Performance                | Indicado  |      |

## Honrarias
- Em 2009, o Vaticano divulgou uma lista de músicas preferidas através do serviço de streaming do MySpace, MySpace Music, que foi lançado em 3 de dezembro daquele ano. Numa lista com 12 músicas, "Changes" foi uma das escolhidas, sendo uma das poucas não gregorianas a aparecer na lista, que foi compilada pelo Pe. Giulio Neroni, que afirmou: “Os gêneros são muito diferentes uns dos outros, mas todos estes artistas procuram chegar ao coração de pessoas de boa fé”.[2]

## Desempenho nas Paradas Musicais
| Parada Musical                                  | Posição |
| ----------------------------------------------- | ------- |
| Australian Singles Chart                        | 7       |
| Austrian Singles Chart                          | 6       |
| Belgian Singles Chart                           | 2       |
| French Singles Chart                            | 39      |
| Dutch Singles Chart                             | 1       |
| New Zealand Singles Chart                       | 3       |
| Norwegian Singles Chart                         | 1       |
| Swedish Singles Chart                           | 3       |
| Swiss Singles Chart                             | 2       |
| UK Singles Chart                                | 3       |
| U.S. Billboard Hot 100                          | 32      |
| U.S. Billboard Hot R&B/Hip-Hop Singles & Tracks | 12      |
| U.S. Billboard Hot Rap Singles                  | 1       |